# سالفاتوري بوراي
سالفاتوري بوراي (بالإيطالية: Salvatore Burrai)‏ (26 مايو 1987 بساساري في إيطاليا - ) هو لاعب كرة قدم إيطالي في مركز الوسط. شارك مع منتخب إيطاليا تحت 16 سنة لكرة القدم. أما مع النوادي، فقد لعب مع نادي ترنانا ونادي سيينا ونادي فوجيا ونادي كالياري ونادي كريمونيسي ونادي مودينا ونادي مونزا وManfredonia Calcio ‏ ولاتينا كالتشيو ويوفي ستابيا.

## روابط خارجية
- سالفاتوري بوراي على موقع إي إس بي إن إف سي (الإنجليزية)
- سالفاتوري بوراي على موقع قاعدة بيانات كرة القدم.إي يو (الإنجليزية)
- سالفاتوري بوراي على موقع Soccerway.com (الإنجليزية)
- سالفاتوري بوراي على موقع عالم كرة القدم.نت (الإنجليزية)